# Paul Stanley
Paul Stanley, nato Stanley Bert Eisen (New York, 20 gennaio 1952), è un cantante, chitarrista, polistrumentista e compositore statunitense.
Assieme al bassista Gene Simmons è il fondatore del gruppo rock Kiss, di cui è il cantante e frontman dalla fondazione nel 1973. È stato autore o coautore della maggior parte dei successi del gruppo.

## Biografia

### Gli inizi

Il trucco utilizzato da The Starchild

Paul è nato a Manhattan, un borough di New York, il 20 gennaio 1952 da una famiglia ebraica di origini tedesche e polacche. Stanley è figlio di William ed Eve Eisen, apparsi in numerosi documentari sui Kiss.
Dopo alcune esperienze in gruppi scolastici, la prima demo la produsse nel 1966 con gli Uncle Joe; nel 1967 ripete l'esperienza con i Post War Baby Boom sempre con l'amico Neil Teeman per poi produrre ancora da solo , prima di formare con Gene Simmons, nel 1970, i Rainbow (gruppo solo omonimo di quello nel quale militava Ritchie Blackmore), il quale successivamente cambiò nome in Wicked Lester, primo abbozzo del gruppo che verrà. La band registrò un album nel 1971, ma non fu mai ufficialmente pubblicato (anche se alcune canzoni dell'album furono inserite nella raccolta dei KISS The Box Set del 2001).
I Wicked Lester si sciolsero non molto più tardi, ma Stanley e Simmons, nel 1973, ne fondarono uno nuovo chiamato KISS, la cui formazione includeva Peter Criss alla batteria e Ace Frehley alla chitarra solista. L'esordio discografico avvenne nel febbraio del 1974 con un album eponimo. Nello stesso anno, sia per motivi di marketing, sia per un senso di disprezzo nei confronti del suo nome di battesimo, decide di cambiare legalmente il suo nome in Paul Stanley.

### Maturità
Il personaggio di Stanley nei Kiss è The Starchild, apparentemente un riferimento a 2001: Odissea nello spazio di Stanley Kubrick; rappresenta la trasformazione di un astronauta in un essere superiore dalle sembianze di un feto chiamato, The Starchild. Il personaggio di Stanley è un amante alla Don Giovanni, che combina elementi effeminati con altri molto virili, più che mera androginia. Anche se la voce di Paul è molto soft e eloquente durante le conversazioni normali, usa una specifica "voce da palcoscenico", proprio come il "ringhio" quasi animale di Gene Simmons. Nel suo libro Sex Money Kiss, Gene Simmons ammette che Paul fu la forza trainante dei Kiss durante gli "anni senza trucco", ovvero gli anni ottanta, mentre Simmons si sentiva perduto senza il trucco da demone e cercava di sfondare come attore (recitando in film come Runaway assieme a Tom Selleck).
Nel 1999 Stanley prese parte in una produzione di Toronto del musical Il Fantasma dell'Opera, nel quale interpretava il ruolo del Fantasma. Apparse nel musical dal 25 maggio al 1º agosto e dal 30 settembre al 31 ottobre. I pareri dei fan dei Kiss sulla sua interpretazione furono generalmente positivi, mentre quelli dei fan del musical furono generalmente di segno opposto.
Mentre era a Toronto, Stanley fu contattato da AboutFace, un'organizzazione che aiuta e dà informazioni agli individui con differenze facciali e che chiese al cantante di aiutare a sensibilizzare la gente nei loro confronti. Anche se fu contattato per il suo ruolo di Fantasma, Stanley è effettivamente nato con la microtia, una deformazione congenita della pinna (orecchio esterno). Apparve in eventi di beneficenza e video per l'organizzazione. Nel 2001 la moglie di Stanley, Pamela Bowen, nativa di Dallas, chiese il divorzio. Hanno un figlio, Evan Shane Stanley.
Stanley ebbe bisogno di un intervento all'anca, ma prima girò il mondo con il Rock The Nation tour, per poi operarsi nell'ottobre del 2005. Alcune complicazioni durante l'operazione resero necessario un secondo intervento nel dicembre dello stesso anno e, sempre a dicembre, fu annunciata la necessità di un terzo intervento. Stanley sostiene che i suoi problemi all'anca siano stati causati dalle migliaia di show tenuti dagli anni settanta ad oggi.
Nel 2005 Stanley debuttò come pittore, esponendo e vendendo opere d'arte. In questo periodo inizia la registrazione di un nuovo album solista, il primo dal suo album solo del 1978 (realizzato comunque come elemento dei Kiss), pianificando anche un tour personale.
Fra le varie chitarre di Paul Stanley figurano anche quattro chitarre personalizzate fabbricate dalla Silvertone ed altre chitarre personalizzate fabbricate dalla Ibanez e Iceman e una Washburn PS2000.
Sempre nel 2005 Paul Stanley ha iniziato a lavorare con il chitarrista Ronnie Montrose come cantante-ospite nell'ultimo album dello stesso Montrose ed il 19 novembre ha sposato la donna con cui è stato a lungo fidanzato: Erin Sutton; il ricevimento si è tenuto al Ritz-Carlton di Huntington, Pasadena (California). In quello stesso periodo, ha annunciato di aver completato il lavoro per il disco solista, intitolato Live To Win, per il quale la New Door Records/Universal Musical Enterprises ha poi ufficialmente fissato la data di pubblicazione al 24 ottobre 2006. Nel 2006 Stanley ha partecipato a quattro show con i Kiss in Giappone.
Nell'aprile del 2007 ha intrapreso il tour promozionale dell'album Live To Win.
Messa da parte l'avventura solista, nel 2008 è tornato in tour assieme ai KISS nell'Alive 35 Tour, con tre esibizioni dal 16 al 20 marzo in Australia, il 22 marzo in Nuova Zelanda e ben trenta concerti in tutta Europa, dal 9 maggio al 28 giugno, passando per l'Italia con due show nelle città di Verona e Milano. Il tour si è concluso con altre date negli Stati Uniti. Nell'ottobre 2008 è uscito in tutto il mondo il DVD contenente il Tour "Live To Win" dal titolo "One Live Kiss", registrato nel novembre 2006 alla House of Blues di Chicago.
Paul Stanley è produttore oltre che cantante nell'album della band, Sonic Boom, realizzato insieme con Gene Simmons, Eric Singer ed Tommy Thayer. L'album richiama molto le sonorità graffianti di "Rock 'n Roll Over" e "Destroyer" e non contiene ballads, ma solo canzoni molto spinte e aggressive. Paul Stanley lo ha definito "un ritorno alle origini dei KISS".
Il gruppo propose in anteprima "Modern Day Delilah", primo singolo estratto dall'album, nei concerti che chiusero l'ALIVE 35 tour negli Stati Uniti.
Nel 2021 ha realizzato un disco Soul/ Rhythm and blues assemblando un gruppo di musicisti e chiamandolo Paul Stanley's Soul Station.

## Abilità musicali
Voce
È dotato di un tenore soffice e delicato sui bassi ma potente sugli acuti. Stanley tende a cantare soprattutto sul registro alto della sua estensione vocale, anche se nel periodo "disco" dei Kiss ha cantato anche nei registri più gravi (I Was Made for Lovin' You, Shandi). In Music from "The Elder" ha anche sperimentato col falsetto (Just a Boy, The Oath). Paul è stato eletto da Hit Parader il 18º miglior cantante hard rock di sempre.
Chitarra
Nonostante sia la chitarra ritmica dei Kiss, Stanley si è anche cimentato in qualche assolo, come ad esempio in Detroit Rock City, I Want You, I Stole Your Love, Shandi, A World Without Heroes, Sure Know Something, What Makes the World Go 'Round, Psycho Circus, C'mon and Love Me.
Basso
Ha anche suonato il basso al posto di Simmons in Love Gun e Forever.
Tastiere
Nell'album Crazy Nights Stanley ha contribuito ad alcune parti di tastiera (evidenti nella power ballad Reason to Live).

## Vita privata

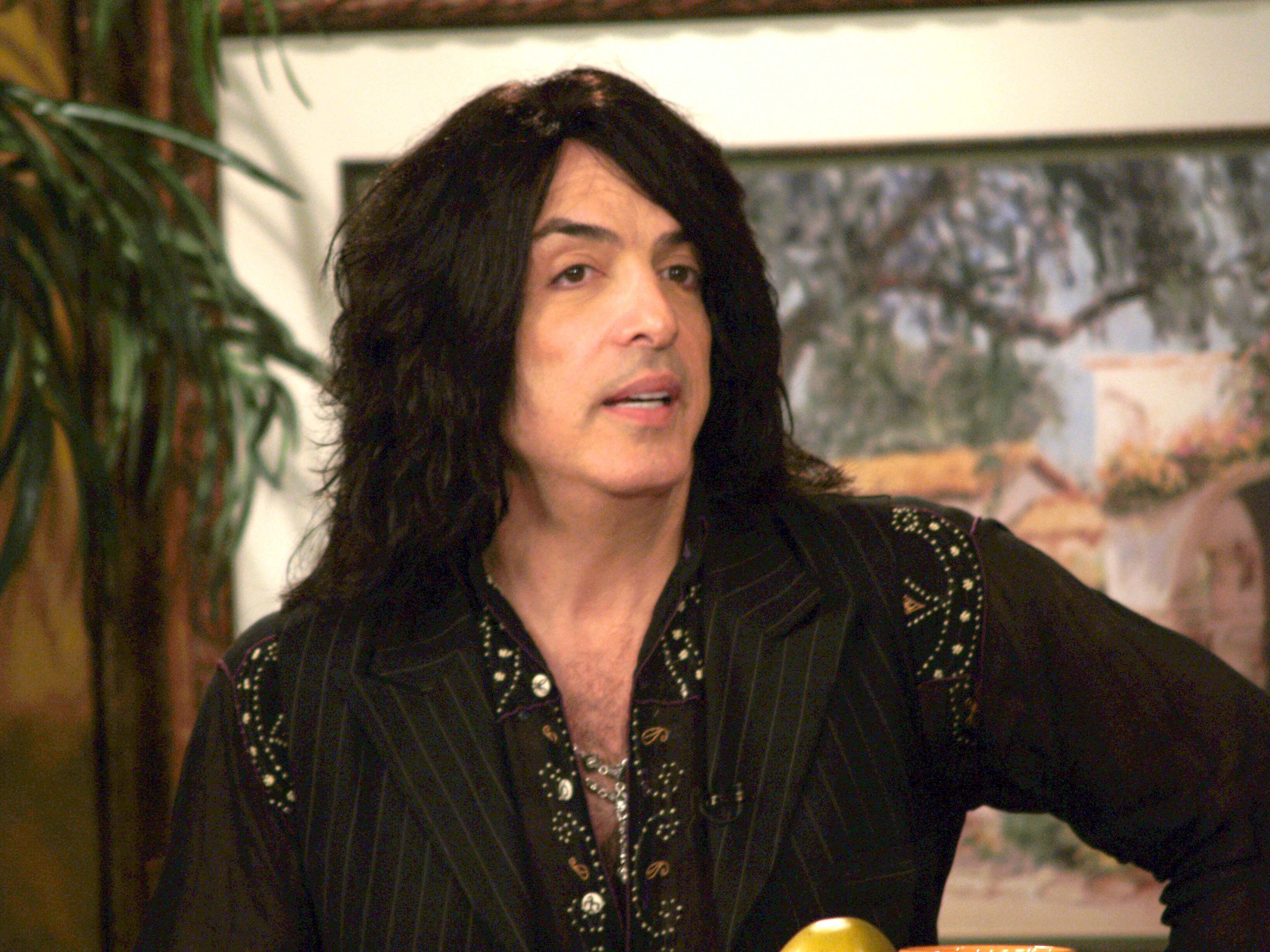
Paul Stanley senza il suo caratteristico facepaint

Di origine ebrea, Stanley è nato a Manhattan, New York ma si è trasferito con la famiglia nel Queens, ancora adolescente. Ha frequentato la High School of Music & Art di New York e si è diplomato nel 1970. È un ambasciatore per l'AboutFace, un'organizzazione che fornisce supporto e informazioni per gli individui con differenze facciali ed è apparso in occasione di eventi di raccolta fondi e nei video di sensibilizzazione.
Nel 2001, la moglie di Stanley, Pamela Bowen, presentò istanza di divorzio. Dal matrimonio, era nato il 6 giugno 1994 il figlio Evan Shane Stanley. Il 19 novembre 2005, Paul Stanley ha sposato a Pasadena la fidanzata Erin Sutton al The Ritz-Carlton. I due hanno avuto il loro primo figlio, Colin Michael Stanley, il 6 settembre 2006. La coppia ha avuto poi una bambina, Sarah Brianna, che è nata il 28 gennaio 2009 a Los Angeles. Il 9 agosto 2011, i due hanno avuto una terza figlia, Emily Grace.
Stanley ha subito due interventi chirurgici di sostituzione dell'anca: una dopo il "Rock the Nation" nell'ottobre 2004 e una seconda nel dicembre 2004, dopo le complicazioni sorte dal primo intervento. Egli ha annunciato che sarà necessario un terzo intervento chirurgico all'anca in futuro.

## Discografia

### Kiss in studio
- 1974 - Kiss
- 1974 - Hotter than Hell
- 1975 - Dressed to Kill
- 1976 - Destroyer
- 1976 - Rock and Roll Over
- 1977 - Love Gun
- 1979 - Dynasty
- 1980 - Unmasked
- 1981 - Music from "The Elder"
- 1982 - Creatures of the Night
- 1983 - Lick It Up
- 1984 - Animalize
- 1985 - Asylum
- 1987 - Crazy Nights
- 1989 - Hot in the Shade
- 1992 - Revenge
- 1997 - Carnival of Souls: The Final Sessions
- 1998 - Psycho Circus
- 2009 - Sonic Boom
- 2012 - Monster

### Kiss Videografia ufficiale
- 1978 - Kiss Meets the Phantom of the Park
- 1985 - Animalize: Kiss Live Uncensored
- 1987 - Exposed
- 1989 - Crazy Nights
- 1992 - X-Treme Close-Up
- 1993 - Konfidential
- 1994 - Kiss My Ass: The Video
- 1996 - Kiss Unplugged
- 1998 - Psycho Circus
- 1998 - The Second Coming
- 2003 - Kiss Symphony: The DVD
- 2005 - Kiss Rock The Nation Live!
- 2006 - Kissology Volume One: 1974-1977
- 2007 - Kissology Volume Two: 1978-1991
- 2007 - Kissology Volume Three: 1992-2000

### Kiss altri home video
- 1997 - Hell in the Asylum (Music Video)
- 1997 - Kissaholic Killers (Music Video)
- 1997 - Rock N Roll Thru the Night (Music Video)
- 1997 - Kiss of Death (Music Video)
- 1998 - Unmasked Revenge: Interview Sessions (Music Video)
- 1998 - Unmasked: Covered in Scandinavia (Music Video)
- 1999 - Tale of the Fox (Thoughtscape)
- 2000 - Killer Kiss (Music Video)
- 2000 - Unauthorized (Brentwood)
- 2000 - Hell's Guardians: Interviews (Music Video)
- 2001 - Rock and Roll Legends (BCI)
- 2001 - The Vintage (Music Video)
- 2002 - Live in Las Vegas (Music Video)
- 2003 - Unauthorized Part 2
- 2003 - Live at the Sydney Showgrounds 1980
- 2003 - Lost Concert (Passport)
- 2004 - 20th Century Masters (DVD Collection, Mercury)

### Tournée con i Kiss
- 1973 - Club Tour
- 1973-1974 - Kiss Tour
- 1974-1975 - Hotter than Hell Tour
- 1975 - Dressed to Kill Tour
- 1975-1976 - ALIVE! Tour
- 1976 - Destroyer Tour
- 1976-1977 - Rock & Roll Over Tour
- 1977 - Love Gun Tour
- 1977-1978 - Alive II Tour
- 1979 - Dynasty Tour
- 1980 - Unmasked Tour
- 1982-1983 - Creatures of the Night Tour
- 1983-1984 - Lick It Up Tour
- 1984-1985 - Animalize Tour
- 1985-1986 - Asylum Tour
- 1987-1988 - Crazy Nights Tour
- 1990 - Hot in the Shade Tour
- 1992 - Revenge Tour
- 1993 - Alive Symphony: DVD
- 1994 - Kiss My Ass Tour
- 1996 - Alive/Worldwide Tour
- 1998-1999 - Psycho Circus Tour
- 2000-2001 - Kiss Farewell Tour
- 2003 - World Domination Tour
- 2004 - Rock the Nation Tour
- 2006 - Rising Sun Tour
- 2007 - Hit'n Run Tour
- 2008-2009 - Kiss Alive/35 World Tour
- 2010 - Sonic Boom Over Europe Tour
- 2011 - The Hottest Show in the Heart

### Con i Paul Stanley's Soul Station
- 2021 -  Now And Then

### Solista
- 1978 - Paul Stanley (1978)
- 2006 - Live to Win (2006)
- 2008 - One Live Kiss (2008)

### Altri album
- 1984 - Wendy O. Williams - WOW (1984)
- 1989 - Colonna sonora - Shocker (1989)
- 1989 - Robin Beck - Trouble or Nothin (1989)
- 1992 - House of Lords - Demons Down (1992)
- 1992 - China Rain - Bed of Nails (1992)
- 1993 - Anthrax - Black Lodge EP (1993)
- 1995 - Crown of Thorns - 21 Thorns (1995)
- 1996 - Lenita Erickson - Lenita Erickson (1996)
- 1998 - Garbo Talks - Garbo Talks (1998)
- 2000 - Kuni - Fucked Up! (2000)
- 2005 - The Click Five - Greetings from the Imrie House (2005)
- 2006 - Bad Candy - Self-titled album (2006)
- 2008 - Sarah Brightman - Symphony (2008)
- 2011 - Kuni - Rock Vol. 1 (2011)
- 2011 - Pushking - The World as We Know It - Pushking Duets (2011)
- 2014 - The Art of McCartney (2014)
- 2016 - Ace Frehley - Origins, Vol. 1 (2016)
- 2019 - Desmond Child - Live (2019)
- 2020 - Lordi - Killection (2020)
- 2021 - The Darren Philips Project - Volume 2 (2021)